# Publilia concava
Publilia concava är en insektsart som beskrevs av Thomas Say. Publilia concava ingår i släktet Publilia och familjen hornstritar. Utöver nominatformen finns också underarten P. c. nigridorsum.